# Науково-дослідницький інститут соціального розвитку Організації об'єднаних націй
Науково-дослідничий інститут соціального розвитку Організації Об'єднаних Націй (англ. United Nations Research Institute for Social Development) є автономним науково-дослідним інститутом в рамках Організації Об'єднаних Націй, який проводить багатодисциплінарного дослідження і політичний аналіз соціальних сучасних проблем розвитку.
ЮНРІСД був заснований в 1963 році з мандатом на проведення пов'язаних з політикою досліджень в області соціальної еволюції, що мають відношення до роботи  секретаріату ООН, регіональних комісій і спеціалізованих установ, а також національних установ.
Невелика група дослідників координує дослідницькі програми ЮНРІСД, які орієнтовані головним чином на країни ,що розвиваються працюючи у співпраці з національними дослідницькими групами з місцевих університетів і науково-дослідних інститутів. У роботі інституту використовується цілісний мультидисциплінарний і політекономічний підхід.
Розташування ЮНРІСД в відділенні Організації Об'єднаних Націй в Женеві забезпечує дослідникам доступ до каналів політичного впливу за допомогою активної участі в заходах, нарадах, конференціях і робочих групах.